# Siempre (2014)
Siempre es el décimo y hasta el momento último álbum de estudio de la banda de blues rock Memphis La Blusera, publicado por Fonocal, en 2014.
Fue el primer álbum que publicó el grupo sin Adrián Otero, exlíder del grupo, que dejó la agrupación en 2008 y falleció en 2012.

## Lista de canciones
| N.º   | Título                 | Escritor(es) | Duración |  |
| 1.    | «A veces dices que si» |              | 3.27     |  |
| 2.    | «Loco por tu amor»     |              | 3:35     |  |
| 3.    | «Metamorfosis»         |              | 4:09     |  |
| 4.    | «Siempre»              |              | 3:32     |  |
| 5.    | «Me voy»               |              | 4:08     |  |
| 6.    | «Maldita realidad»     |              | 4:16     |  |
| 7.    | «Ni un minuto más»     |              | 6:07     |  |
| 8.    | «Seducción»            |              | 4:19     |  |
| 9.    | «Sr. Boticario»        |              | 3:20     |  |
| 10.   | «Luz y oscuridad»      |              | 3:20     |  |
| 39:36 |                        |              |          |  |

## Integrantes
- Daniel Beiserman - Bajo
- Martín Luka - Voz
- Giuseppe Puopolo - Saxo
- Jorge Fiasche - Guitarra
- Gustavo Villegas - Teclados
- Matías Pennisi - Batería